# Periostoma flabellatum
Periostoma flabellatum är en tvåvingeart som beskrevs av Cortes 1986. Periostoma flabellatum ingår i släktet Periostoma och familjen parasitflugor. Inga underarter finns listade i Catalogue of Life.